# Талса Рафнекс
«Талса Рафнекс» — бывшая футбольная команда, игравшая в Североамериканской футбольной лиге (NASL) из Талсы, штат Оклахома. Они играли на Стадионе «Скелли» на территории студенческого городка Университета Талсы. «Рафнекс» были завсегдатаями в плей-офф NASL и выиграли NASL Соккер Боул в 1983 году, победив «Торонто Близзард» на стадионе «Би-Си Плэйс» со счётом 2:0 перед публикой в 60051 человек. В сумме команда имела примерно равные показатели побед и поражений. Игры Рафнекс постоянно имели посещаемость выше средней по лиге, команда установила рекорд в течение 1980 года, когда поддерживалась средняя посещаемость в 19787 зрителей в течение более чем 16 игр, общая посещаемость в том году составила 316593 человек (пятое место по лиге между «Сиэтл Саундерс» и «Вашингтон Дипломатс»). Крупнейшая посещаемость домашнего матча для «Талса» состоялась 26 апреля 1980 года, когда 30822 поклонников лицезрели победу «Рафнекс» со счётом 2:1 над «Нью-Йорк Космос» на Стадионе «Скелли». Самая высокая посещаемость в целом имела место 26 августа 1979 года, когда «Рафнекс» встретились в Нью-Йорке в игре плей-офф NASL с местным «Космосом» перед толпой в 76031 болельщиков.

## Тренеры
- Билл Фоулкс (1978—1979)
- Терри Хеннесси (1978), (1981—1983)
- Вим Сюрбир (1984)